# Nadace Williama a Flory Hewlettových
Nadace Williama a Flory Hewlettových je americká nadace, jež podporuje úsilí o progres ve vzdělávání, ochranu životního prostředí, podporu genderové rovnosti, podporu živého scénického umění atd. Nadaci založili manželé William a Flora Hewlettovi a jejich nejstarší syn Walter Hewlett v roce 1966. Nadace Williama a Flory Hewlettových je v současnosti jedna z největších v USA. V roce 2022 poskytla 560 milionů $ v podobě grantů institucím po celém světě na podporu vybudování lepšího života. V současné době nadace sídlí v Menlo Park v Kalifornii.